# 最強新コンビ決定戦 THEゴールデンコンビ
『最強新コンビ決定戦 THEゴールデンコンビ』（さいきょうしんコンビけっていせん ザ・ゴールデンコンビ）は、Amazonプライム・ビデオで2024年10月31日より独占配信されたお笑いリアリティ番組。即興コントによる最強新コンビ＝ゴールデンコンビを決定するサバイバル形式のバトル番組である。

## 概要
人気かつ実力派の芸人8名が「この芸人と組めば絶対優勝できる」と選んだ芸人と、オリジナルのコンビを1日限りで結成。即興コントで「最強新コンビ＝ゴールデンコンビ」の座を争うお笑いサバイバル・バトルである。いわゆる大喜利みたいなもの。
各ステージにて観客200人が「最も面白くないコンビ」を投票し、得票率が高かった3組を決め、その中でも最も高かった「一番面白くなかったコンビ」に選ばれた組はステージ敗退となる。笑いの瞬発力やアドリブ力とともに、チームワークを試される。優勝賞金は1000万円。
制作には、即興ネタを成立させる制作・技術スタッフの対応力や入念な準備が不可欠。
また、スタジオセットの製作費は1億円かかった。

## 出演者
MC
- 千鳥（大悟、ノブ）

MCサポーター
- 林瑠奈（乃木坂46）

出場コンビ
| 出演者A(指名者)                    | 出演者B(指名された相方)            | ジャケット カラー | 所属・背景など                                        |
| ---------------------------------- | ---------------------------------- | ----------------- | ----------------------------------------------------- |
| 高比良くるま（令和ロマン）         | 野田クリスタル（マヂカルラブリー） | 青                | M-1王者同士の天才タッグ                               |
| せいや（霜降り明星）               | 秋山寛貴（ハナコ）                 | 黄色              | 同期。せいやはM-1、秋山はKOCの優勝者                  |
| 堀内健（ネプチューン）             | 屋敷裕政（ニューヨーク）           | 赤                | 堀内の大先輩と元ADとの関係                            |
| 長田庄平（チョコレートプラネット） | じろう（シソンヌ）                 | 緑                | 同期・20年来の戦友。コントの阿吽の呼吸                |
| 澤部佑（ハライチ）                 | 真栄田賢（スリムクラブ）           | オレンジ          | 決勝で戦った同期かつ探偵仲間                          |
| 平井まさあき（男性ブランコ）       | 堂前透（ロングコートダディ）       | 紫                | 大阪時代からの知り合い。大喜利が得意                  |
| サーヤ（ラランド）                 | 池田一真（しずる）                 | ピンク            | 過去に文化祭で出会った導かれた関係                    |
| 津田篤宏（ダイアン）               | 永野                               | 水色              | 漫才師とYouTubeでコントを展開する芸人の未知の掛け合い |

ゲスト
- 研ナオコ
- 那須川天心
- 元谷芙美子（アパホテル社長）
- ザ・たっち（たつや、かずや）
- あの
- 片岡鶴太郎
- 道枝駿佑（なにわ男子）
- 船越英一郎
- 押田岳
- 吉岡里帆
- 中村倫也
- 木村佳乃

ナレーション
- 津田健次郎
- 宇賀なつみ - コントのお題の読み上げを担当する。

## ステージ構成
最終ステージ以外は順番は指定されておらず、着替え・メイクなどの準備が整ったコンビからネタを披露する。各コンビ、ネタが尽きるまで何回でも披露することができる。

### 1stステージ
8組のコンビによる即興コント。ステージは病院で、コントのお題は「『こんな医者は嫌だ!』のまだ見たことのないパターン」、「見た目は病院だけど、実はここ…」の2種類。観客200人による投票によってワースト3組と上位5組を決める。また、ワースト3組のうち一番面白くなかったコンビとなった組はステージ敗退、残りの7組は2ndステージ進出となる。

### 2ndステージ
1stステージを勝ち抜いた7組による即興コント。ステージは月面で、コントのお題は自身で考えるという完全即興のみ。まさに、ネタの制作やセンスの地頭力が問われるステージとなっている。ネタが終わった後はステージ上のボタンを押す。観客200人による投票によってワースト3組と上位4組を決める。また、ワースト3組のうち一番面白くなかったコンビとなった組はステージ敗退、残りの6組は3rdステージ進出となる。

### 3rdステージ
2ndステージを勝ち抜いた6組による即興コント。ステージは楽屋で、コントのお題は「楽屋にいる有名人の冠番組を説明してあげる」。楽屋に入って初めてお題の有名人と対面し、その有名人に合わせた冠番組を即興で説明するというもの。観客200人による投票によってワースト3組と上位3組を決める。また、ワースト3組のうち一番面白くなかったコンビとなった組はステージ敗退、残りの5組は4thステージ進出となる。

### 4thステージ
3rdステージを勝ち抜いた5組による即興コント。ステージは教室で、コントのお題は「思わず警備員が二度見! 放課後、教室の防犯カメラに映り込んだものとは?」、「転校生の道枝君に学校のことを教えてあげる」の2種類。観客200人による投票によってワースト3組と上位2組を決める。また、ワースト3組のうち一番面白くなかったコンビとなった組はステージ敗退、残りの4組は5thステージ進出となる。

### 5thステージ
4thステージを勝ち抜いた4組による即興コント。ステージはサスペンスドラマの崖で、コントのお題は「犯人を追い詰める船越刑事、そこに現れた人物とは?」、「船越刑事に追及される犯人の絶妙な顔」の2種類。観客200人による投票によってワースト3組と上位1組を決める。また、ワースト3組のうち一番面白くなかったコンビとなった組はステージ敗退、残りの3組は6thステージ進出となる。

### 敗者復活戦
ステージ敗退となった5組による即興コント。セットは縄跳びで、これを使って即興ネタを披露する。観客200人が「一番面白かったコンビ」に投票し、得票率が最も高いコンビが敗者復活となる。

### 6thステージ
5thステージを勝ち抜いた3組と敗者復活1組の4組による即興コント。ステージは結婚式場。結婚式の列席者として全コンビが参加し、式の進行とともに様々がお題が出される。コントのお題は「斬新な乾杯の発声」、「会場をなごませる余興」、「新婦・吉岡里帆による即興ネタのリクエスト」の3種類。観客200人による投票によってワースト3組と上位1組を決める。また、ワースト3組のうち一番面白くなかったコンビとなった組はステージ敗退、残りの3組は7thステージ進出となる。

### 最終ステージ
6thステージを勝ち抜いた3組による即興コント。ステージは事件現場。披露する順番はくじで決める。コントのお題は「○○秒後に温厚な中村刑事が発砲。何があった?」、「刑事と容疑者、息詰まる緊迫のシーンに参加して、面白くする」の2種類。観客200人が「一番面白かったコンビ」に投票し、得票率が最も高いコンビが優勝となる。

## 結果

### 1stステージ
上位
- 高比良くるま×野田クリスタル
- せいや×秋山寛貴
- 堀内健×屋敷裕政
- 長田庄平×じろう
- 平井まさあき×堂前透

ワースト
| 順位 | コンビ          | 得票率 | 備考 |
| ---- | --------------- | ------ | ---- |
| 1    | 津田篤宏×永野   | 60%    | 敗退 |
| 2    | 澤部佑×真栄田賢 | 15%    |      |
| 3    | サーヤ×池田一真 | 10%    |      |

### 2ndステージ
上位
- 高比良くるま×野田クリスタル
- せいや×秋山寛貴
- 平井まさあき×堂前透
- サーヤ×池田一真

ワースト
| 順位 | コンビ          | 得票率 | 備考 |
| ---- | --------------- | ------ | ---- |
| 1    | 澤部佑×真栄田賢 | 35%    | 敗退 |
| 2    | 堀内健×屋敷裕政 | 26%    |      |
| 3    | 長田庄平×じろう | 14%    |      |

### 3rdステージ
上位
- 高比良くるま×野田クリスタル
- 堀内健×屋敷裕政
- 平井まさあき×堂前透

ワースト
| 順位 | コンビ          | 得票率 | 備考 |
| ---- | --------------- | ------ | ---- |
| 1    | サーヤ×池田一真 | 44%    | 敗退 |
| 2    | せいや×秋山寛貴 | 17%    |      |
| 3    | 長田庄平×じろう | 15%    |      |

### 4thステージ
- 堀内健×屋敷裕政
- 平井まさあき×堂前透

ワースト
| 順位 | コンビ                      | 得票率 | 備考 |
| ---- | --------------------------- | ------ | ---- |
| 1    | せいや×秋山寛貴             | 31%    | 敗退 |
| 2    | 高比良くるま×野田クリスタル | 26%    |      |
| 3    | 長田庄平×じろう             | 19%    |      |

### 5thステージ
上位
- 平井まさあき×堂前透

ワースト
| 順位 | コンビ                      | 得票率 | 備考 |
| ---- | --------------------------- | ------ | ---- |
| 1    | 高比良くるま×野田クリスタル | 43%    | 敗退 |
| 2    | 長田庄平×じろう             | 27%    |      |
| 3    | 堀内健×屋敷裕政             | 19%    |      |

### 敗者復活戦
| 順位 | コンビ                      | 得票率 | 備考 |
| ---- | --------------------------- | ------ | ---- |
| 1    | 高比良くるま×野田クリスタル | 41%    | 復活 |
| 2    | せいや×秋山寛貴             | 27%    |      |
| 3    | サーヤ×池田一真             | 17%    |      |

### 6thステージ
上位
- 高比良くるま×野田クリスタル

ワースト
| 順位 | コンビ              | 得票率 | 備考 |
| ---- | ------------------- | ------ | ---- |
| 1    | 長田庄平×じろう     | 46%    | 敗退 |
| 2    | 堀内健×屋敷裕政     | 21%    |      |
| 3    | 平井まさあき×堂前透 | 20%    |      |

### 最終ステージ
| 順位 | コンビ                      | 得票率 | 備考 |
| ---- | --------------------------- | ------ | ---- |
| 1    | 高比良くるま×野田クリスタル | 48%    | 優勝 |
| 2    | 堀内健×屋敷裕政             | 35%    |      |
| 3    | 平井まさあき×堂前透         | 17%    |      |

- 一度敗退した高比良くるま×野田クリスタルが敗者復活を果たし、そのまま優勝という快挙を達成[注 6]。千鳥の2人から優勝トロフィーと賞金1000万円が贈呈された[4]。

## テーマソング
「GOLDEN BUDDY feat. くるま」
作詞：サーヤ、くるま / 作曲：礼賛、サーヤ / 歌：礼賛

## スタッフ
- 企画・演出：橋本和明
- 構成：そーたに、樅野太紀、大井洋一、渡辺佑欣
- チーフディレクター：中原芳
- ディレクター：鈴木大二郎、小松隼人、干場備前、中嶋亮介、逢坂志朗、大村岳大、塩澤駿介
- FM：川名良和
- アシスタントディレクター：小川裕香里、澁谷海、江橋光帆、酒本優菜、二木颯太
- プロデューサー：松崎健太、武井大樹、富永衣里子、大野光浩、阿河朋子、佐藤理恵、岩山夏子、坂谷侑子
- アシスタントプロデューサー：土田香織、松本恭誠、深井香織、中尾すみれ
- 制作進行：濱本理子
- デザイナー：鈴木賢太
- 美術プロデューサー：木村洋文
- アートコーディネート：鈴木真吾
- 衣装：オサレカンパニー
- TP：山本修平
- TD：藤田勝巳
- SW：真野昇太
- CAM：今井健一
- SE：久保貴博
- MIX：佐藤博隆
- LD：大場佳祐
- CG：三宅大介
- 写真：TOWA
- 編集：木村有宏
- MA：櫻井伸二
- 音効：中村由紀
- TK：竹島祐子
- SNS施策：QREATION、米永圭佑、伊吹（伊吹とよへ）、布施木美佳
- 協力：フジアール、fmt、BIG VOICE、PLT WORK、スタジオWELT、森三平
- 制作協力：えすと、吉本興業
- 制作：FANY Studio
- 制作著作：Amazon MGMスタジオ